# Cubo de Benavente
Cubo de Benavente ist ein nordwestspanischer Ort und eine Gemeinde (municipio) mit nur noch 117 Einwohnern (Stand: 2024) im Süden der Provinz Zamora in der Autonomen Gemeinschaft Kastilien-León. 

## Lage und Klima
Cubo de Benavente liegt am westlichen Rand der Kastilischen Hochebene (Meseta Iberica) in einer Höhe von ca. 805 m. Die Provinzhauptstadt Zamora ist gut 75 Kilometer (Fahrtstrecke) in südsüdöstlicher Richtung entfernt. 
Das gemäßigte Kontinentalklima wird nur selten vom Atlantik beeinflusst.

## Bevölkerungsentwicklung
| Jahr      | 1970 | 1981 | 1991 | 2001 | 2011 | 2021 |
| Einwohner | 374  | 311  | 253  | 176  | 134  | 120  |

## Sehenswürdigkeiten

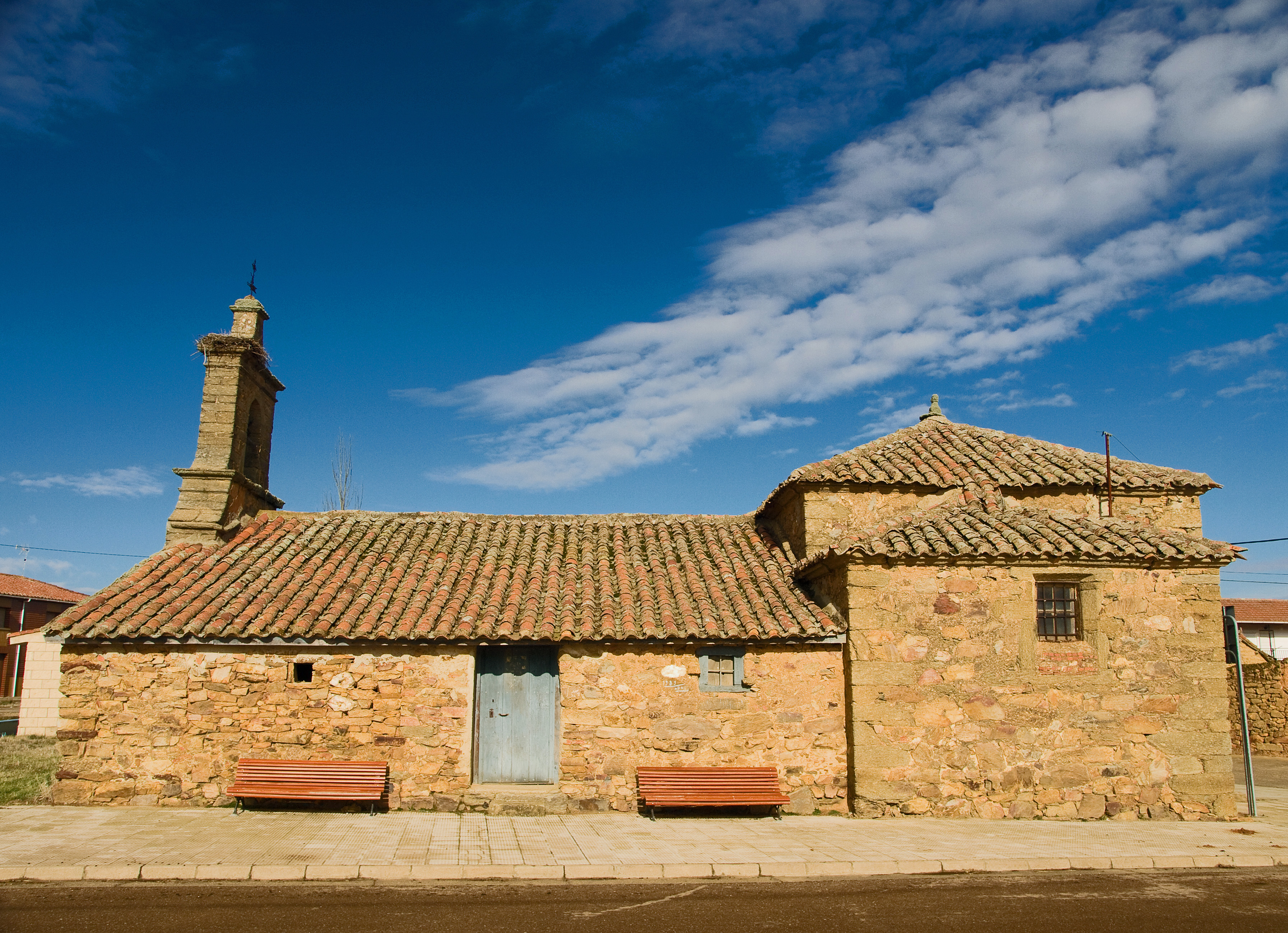
Kapelle

- Kapelle